# 乔斯琳·霍伊特-史密斯
乔斯琳·霍伊特-史密斯（英語：Joslyn Hoyte-Smith，1954年12月16日—），英国女子田径运动员。她曾代表英国参加1980年和1984年夏季奥林匹克运动会田径比赛，其中1980年奥运会获得一枚铜牌。